# Eduardo Hungaro
Eduardo Pedro Hungaro (Rio de Janeiro, 16 de agosto de 1963) é um treinador de futebol brasileiro. Atualmente exerce o cargo de auxiliar técnico no América Mineiro.

## Carreira
Começou sua carreira como treinador de futebol e auxiliar técnico das categorias de base. Ganhou projeção no modesto Sertanense, chegando às quartas de final da Taça de Portugal e a Série D da Terceira Divisão Portuguesa de 2008–09.
Iniciou sua trajetória no Botafogo em 2010, onde primeiramente comandou o Sub-13. No ano seguinte foi promovido ao Sub-20 e ganhou o Campeonato Estadual da categoria. Retornando ao comando da equipe sub-20, em meados de 2013, faturou o Torneio Octávio Pinto Guimarães. Após a saída do treinador Oswaldo de Oliveira, foi efetivado como treinador da equipe principal do Botafogo para 2014. Foi demitido ainda no início do ano, após fraca campanha e eliminação na fase de grupos da Libertadores. Hungaro continuou trabalhando no Botafogo, mas no cargo de auxiliar técnico.
Para a temporada de 2016, o treinador acertou com a Cabofriense.
Passou pelo Corinthians no ano de 2021, como coordenador técnico da equipe de base.

## Títulos
Sertanense
- III Divisão - Série D: 2008–09

Botafogo
- Campeonato Carioca Sub-20: 2011
- OPG: 2013

## Estatísticas
Atualizadas até 9 de abril de 2014
| Clube       | Jogos | Vitórias | Empates | Derrotas | Aproveitamento |
| ----------- | ----- | -------- | ------- | -------- | -------------- |
| Botafogo    | 23    | 7        | 6       | 10       | 39,13%         |
| Cabofriense | 15    | 0        | 0       | 0        | 0%             |